# Gabriel Miranda Riquelme
Gabriel Robinson Miranda Riquelme (San Bernardo, 1 de septiembre de 1950) es un escritor y comunicador radial chileno.

## Biografía
Gabriel Miranda Riquelme nació en San Bernardo y estudió en la Escuela N° 1 de dicha ciudad y luego en el Liceo Arturo Alessandri Palma de Providencia. En dicha institución, conoció al novelista José Santos González Vera, Premio Nacional de Literatura, quien lo motivó a participar del mundo literario. Al egresar de la educación secundaria, Miranda se dedicó a diferentes oficios, mientras desarrollaba de forma autodidacta su carrera como escritor, estudiando las obras de autores como Raúl Zurita y Mariano Latorre en la Biblioteca Nacional.
En 1979, se incorporó al Centro Literario Andén de San Bernardo, y luego participó en el Centro Cultural Chena de la misma ciudad. En abril de 1983, el Centro Literario Andén crea la Revista Ventana Literaria, recopilando principalmente poesías; desde 1986, Miranda quedó como editor de dicha revista.
Inició su carrera como comunicador radial en 1997, cuando se incorporó a la Radio Tiempo Nuevo de la comuna santiaguina de San Joaquín; en 2001, la radio pasó a ser la Radio San Joaquín, siendo Miranda uno de sus fundadores. En dicha radio, conduce el programa "Patio del Sur", dedicado a temas de literatura.
En la actualidad, edita anualmente la revista literaria Ámbar y el cómic Juan Grafitti

## Obras
- Antologías del Centro Literario Andén (1980)
- San Bernardo: imágenes azules (1984)
- Milenios, lunas y ancestros (2000) - coautoría con su hermana, Jacqueline Miranda.
- Los autos Mardones y la chica del Paseo Ahumada (2017)[2]